# Agata Aleksandra Kluczek
Agata Aleksandra Kluczek – polska historyk, dr hab. nauk humanistycznych, adiunkt Instytutu Historii Wydziału Humanistycznego Uniwersytetu Śląskiego w Katowicach i Katedry Historii Górnośląskiej Wyższej Szkoły Pedagogicznej im. Kardynała Augusta Hlonda w Mysłowicach.

## Życiorys
W 1989 ukończyła studia historyczne na Uniwersytecie Śląskim w Katowicach, 26 maja 1998 obroniła pracę doktorską Polityka dynastyczna w Cesarstwie Rzymskim w latach 235-284, 21 września 2010 habilitowała się na podstawie pracy zatytułowanej Vndiqve Victores. Wizja rzymskiego władztwa nad światem w mennictwie złotego wieku Antoninów i doby kryzysu III wieku – studium porównawcze.
Objęła funkcję adiunkta w Instytucie Historii na Wydziale Humanistycznym Uniwersytetu Śląskiego w Katowicach, oraz w Katedrze Historii Górnośląskiej Wyższej Szkole Pedagogicznej im. Kardynała Augusta Hlonda w Mysłowicach.